# Halyna Zoubtchenko
Halyna Olexandrivna Zoubtchenko ou Galina Alexandrovna Zoubtchenko (en ukrainien : Галина Олександрівна Зубченко ; en russe : Галина Александровна Зубченко), née le 19 juillet 1929 à Kiev et morte le 4 août 2000, est une artiste peintre ukrainienne, muraliste, militante sociale et membre du Club de la jeunesse créative. Elle rejoint l'Union des artistes d'Ukraine en 1965.

## Jeunesse
Halyna Zoubtchenko naît à Kiev le 19 juillet 1929 dans une famille d'érudits. Son père, Alexandre Avksentevitch Zoubtchenko, a étudié les sciences agricoles et sa mère, Hanna Skryptchynska, est chercheuse à l'Académie des sciences d'Ukraine.

## Formation et débuts artistiques
Le premier professeur d'art de Halyna Zoubtchenko est Okhrim Kravtchenko (uk), un peintre de l'école boïtchoukiste. Elle poursuit ses études au Palais de la créativité des enfants sous la direction d'Ielyzaveta Piskorska (uk), élève de Fédir Krytchevsky et Mykhaïlo Boïtchouk.
De 1944 à 1949, Halyna Zoubtchenko fréquente l'École républicaine d'art (en), où elle prend des cours de peinture et de dessin auprès de Vladimir Bondarenko, un autre disciple de Fédir Krytchevsky. Après l'école secondaire, elle étudie à l'Institut artistique d'État de Kiev sous la direction d'Oleksiy Chovkounenko. Elle y obtient le diplôme en 1959.
À l'été 1956, Zoubtchenko se rend en Lemkovie, une région située dans la partie la plus basse des Carpates, pour pratiquer la peinture en plein air. Elle s'intéresse vivement aux coutumes de la communauté houtsoule locale ; s'inspirant de leur vie quotidienne, elle réalise des études et des croquis qui formeront la base de son tableau Arkan, achevé plus tard dans l'année. Zoubtchenko déclarera bien plus tard : « Les Carpates sont mon monde intérieur. […] Là, dans les montagnes, j'ai découvert l'esprit des temps anciens, de l'ancienne Kiev, je l'ai vu dans la manière de vivre, les vêtements, la façon de parler. »

Soir sur les Carpates.

En 1957, Halyna Zoubtchenko retourne dans les Carpates, cette fois à Ritchka, un village près du fleuve Kosovo, où elle vit avec une famille houtsoule. Elle y peint divers portraits et paysages, notamment Une fille du village de Ritchka, Saules, Sans musicien, il n'y aurait pas de fête et Là où vivent les ours des montagnes. L'été suivant, elle se rend au village de Broustory pour continuer sa série de portraits. Elle peint Filles du village de Broustory (qui fait aujourd'hui partie d'une collection privée à Philadelphie, aux États-Unis), Une Fille parmi les fleurs, Semen Paliy, Un Marguillier, Une Petite Princesse (aujourd'hui conservée dans une collection privée en Australie), Soir d'argent, La Maison d'un voisin et de nombreux paysages.
Halyna Zoubtchenko décide de peindre un mariage houtsoul traditionnel pour son diplôme. Mariage Houtsoul, une grande huile sur toile, représente une procession de mariage descendant une colline ; c'est l'une de ses œuvres centrales, dans laquelle s'exprime l'expérience de ses voyages dans les Carpates pendant trois ans.
Les autorités de l'Institut national d'art de Kiev trouvent cependant le tableau trop nationaliste et obligent Halyna Zoubtchenko à le modifier. Malgré les efforts d'Oleksiy Chovkounenko, le superviseur de son projet, pour lui épargner toute retouche, elle doit changer l'arrière-plan et l'apparence des personnages principaux,.

## Peintures des Carpates
Entre 1959 et 1964, Halyna Zoubtchenko effectue plusieurs visites dans les montagnes des Carpates et produit une autre série de peintures inspirées de la campagne ukrainienne et des Houtsoules. Parmi les œuvres de cette période, on compte notamment Moïssioutchka, La Princesse Paraska, Un Vieux Diseur de bonne aventure, Maîtresse des montagnes, divers portraits d'hommes (Le Propriétaire, Nicolas le Housoul, Léguine) et d'enfants (Vassiouta, Vassiouta et son frère, Tchitchko), et les paysages Au-dessus du Tcheremoch, Marche des nuages au-dessus de Verkhovyna et Soir de rêve.

## Art monumental

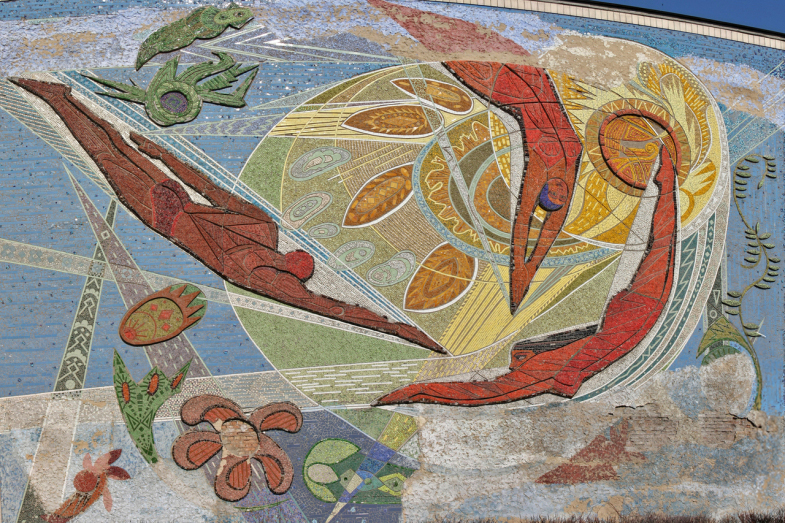
Mouvement, mosaïque, 1969.
Palais des sports scientifiques à Svyatoshino, Kiev.

En 1962, Zoubtchenko rejoint le Club de la Jeunesse créative (uk) (Клуб творчої молоді), un groupe multidisciplinaire fondé par le réalisateur Lès Taniouk en 1959 et voué à la promotion de la culture ukrainienne. Elle et d'autres amis artistes — Alla Horska, Nadia Svitlytchna, Viktor Zaretsky (uk), Halyna Sévrouk et Lioudmila Semykina — créent une division spécialisée dans les arts visuels, dirigée par Véniamine Kouchnir (uk).
En 1964, Halyna Zoubtchenko, Alla Horska, Opanas Zalyvakha (uk), Lioudmila Semykina et Halyna Sévrouk réalisent Chevtchenko, Mère, un vitrail pour le hall du bâtiment rouge de l'université nationale de Kiev. L'œuvre étant jugée « idéologiquement non conforme », les autorités de l'université ordonnent de la détruire,,.
En 1965, alors qu'elle travaille pour l'Académie d'architecture, Halyna Zoubtchenko est chargée de décorer les murs extérieurs de l'école no 5 de Donetsk. Alla Horska l'aide avec les croquis des huit mosaïques, qui mesurent entre 10 m2  et 15 m2 chacun. En travaillant sur les croquis, Zoubtchenko et Hosrka consultent le peintre Hryhoriy Synytsia (uk), qui devient directeur du projet. D'autres membres du Club des jeunes créatifs tels que Zaretsky, Svitlytchna, Guennadi Martchenko et Vassyl Parakhine collaborent avec eux. Ils participent à la création des panneaux monumentaux et décoratifs suivants : Espace, Éléments d'eau, Feu, Terre, Pointe du mineur (Prométhée), Vent et Saule, Soleil, Sous-sol, Monde animal.
Halyna Zoubtchenko épouse le peintre Hryhoriy Prychedko (uk) en 1967. Le couple travaille ensemble pendant dix ans à la décoration de plusieurs bâtiments publics à Marioupol et à Kiev, en particulier pour les instituts de l'Académie des sciences d'Ukraine. Ils produisent les mosaïques à grande échelle Ukraine en fleurs (1967, Jdanov), Mouvement (1969, Palais des sciences et du sport de Sviatochyno (en), Kiev), Victoire (1971, Institut d'oncologie, Kiev), Forgerons de la modernité (1974, Institut de recherche nucléaire, Kiev), Maîtres du temps (1975, Institut de cybernétique, Kiev) et Le Triomphe de la cybernétique (1977, Institut de cybernétique, Kiev),. Après la mort de son mari en 1978, elle continue à travailler sur la conception d'œuvres d'art monumentales.

## Années 1980 et années 1990
En 1981, Zoubtchenko réalise le vitrail Printemps, été, automne pour l'Institut d'urologie de Kiev et diverses mosaïques pour le Centre sanitaire Doubrava à Jeleznovodsk, telles que Légende du Narty, Contes et légendes du Caucase du Nord et Soleil joyeux. Les croquis et dessins restants de ces mosaïques ont été transférés au Musée des années 1960 (uk) de Kiev en 2010.
En 1985, Halyna Zoubtchenko retourne dans les montagnes des Carpates après une longue période. Elle peint Le Dernier Rayon de soleil, La Ferme de Rogatynioukiv, Princesse Iaroslava et En transportant des poires et des prunes.
Tout au long des années 1990, Halyna Zoubtchenko travaille sur une série de plus de cent aquarelles représentant des paysages naturels de Crimée, dont certaines se trouvent dans les musées d'art de Simferopol et de Sébastopol. Elle peint également peint des vues du monastère des grottes de Kiev et des paysages du centre de l'Ukraine, comme le Matin au-dessus du Ros. D'autres œuvres de cette période, dont La Puissance de l'Esprit et Notre-Dame de Potchaïv, sont basées sur des thèmes chrétiens.

## Expositions
Halyna Zoubtchenko participe à plusieurs expositions internationales, nationales et locales et fait l'objet de cinq expositions personnelles. En 1999, l'ambassade de Croatie en Ukraine l'invite à présenter une exposition de ses œuvres à Zagreb.
Ses peintures se trouvent au Musée d'art populaire houtsoul à Kolomya, à la galerie d'art Marioupol, au Musée d'art Kirovohrad, au musée Ivan-Hontchar à Kiev, à la Galerie d'art de Sébastopol et au Musée d'art de Simferopol, ainsi que dans des galeries d'art et des collections privées aux États-Unis, au Canada, en Argentine, au Japon, en Australie, à Taïwan, en Allemagne et en Croatie.

## Galerie

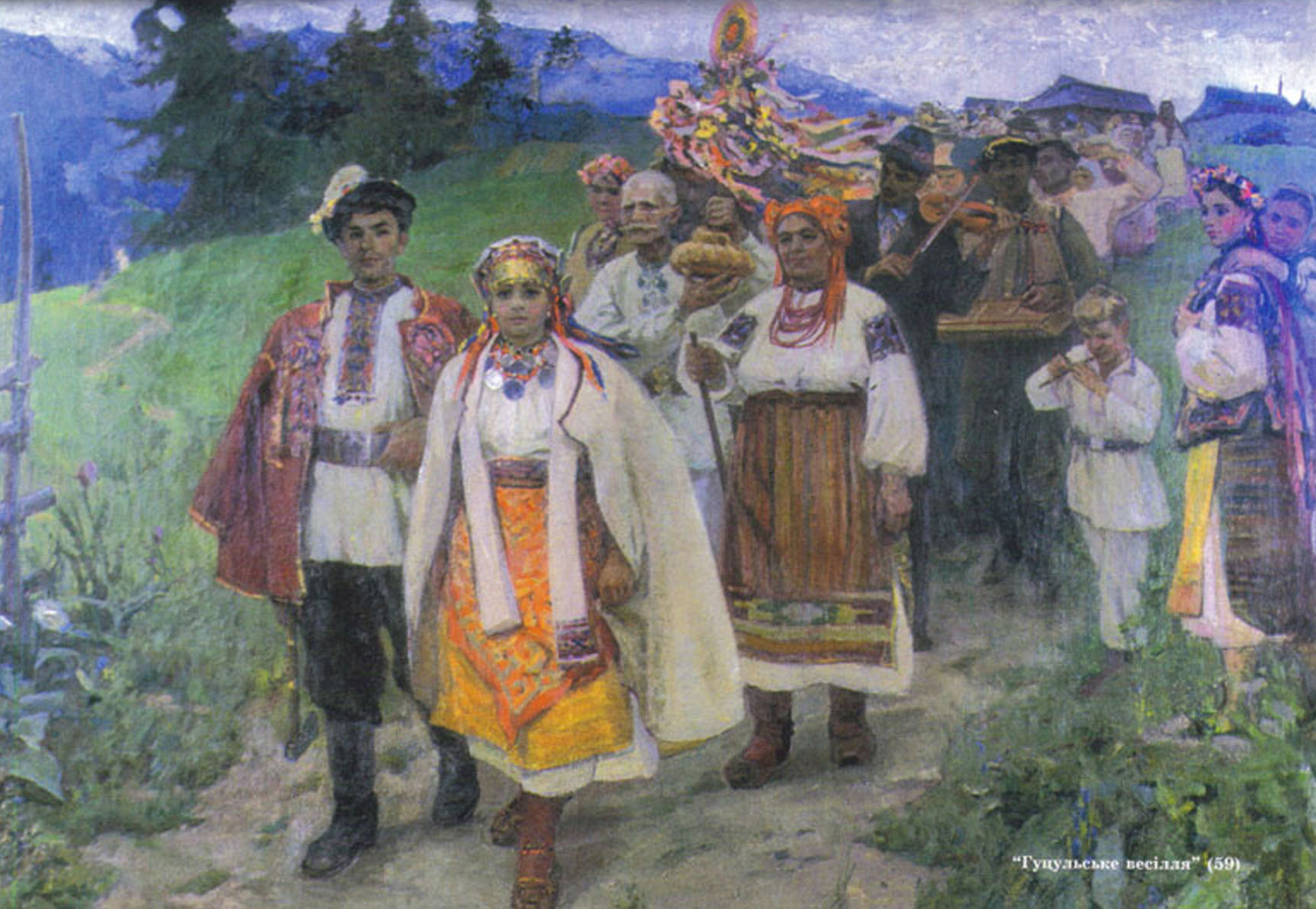
Mariage houtsoul, 1959, huile sur toile, 180 × 241 cm. Musée Ivan Gonchar, Kiev.
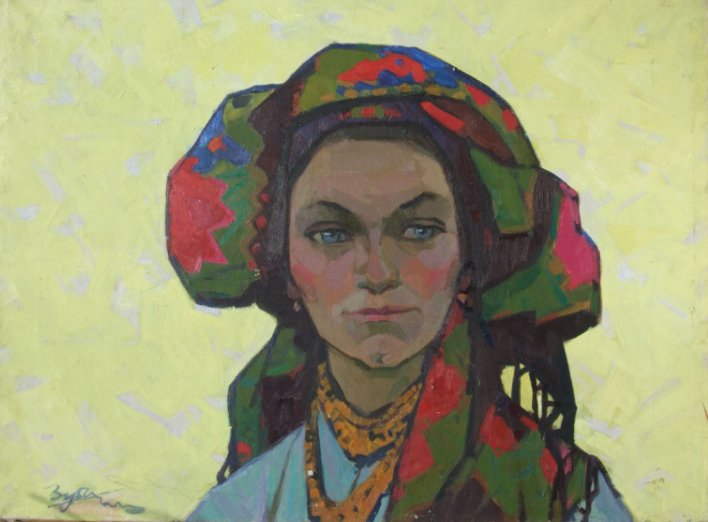
Maîtresse des montagnes, 1962, huile sur toile, 72 × 95 cm.
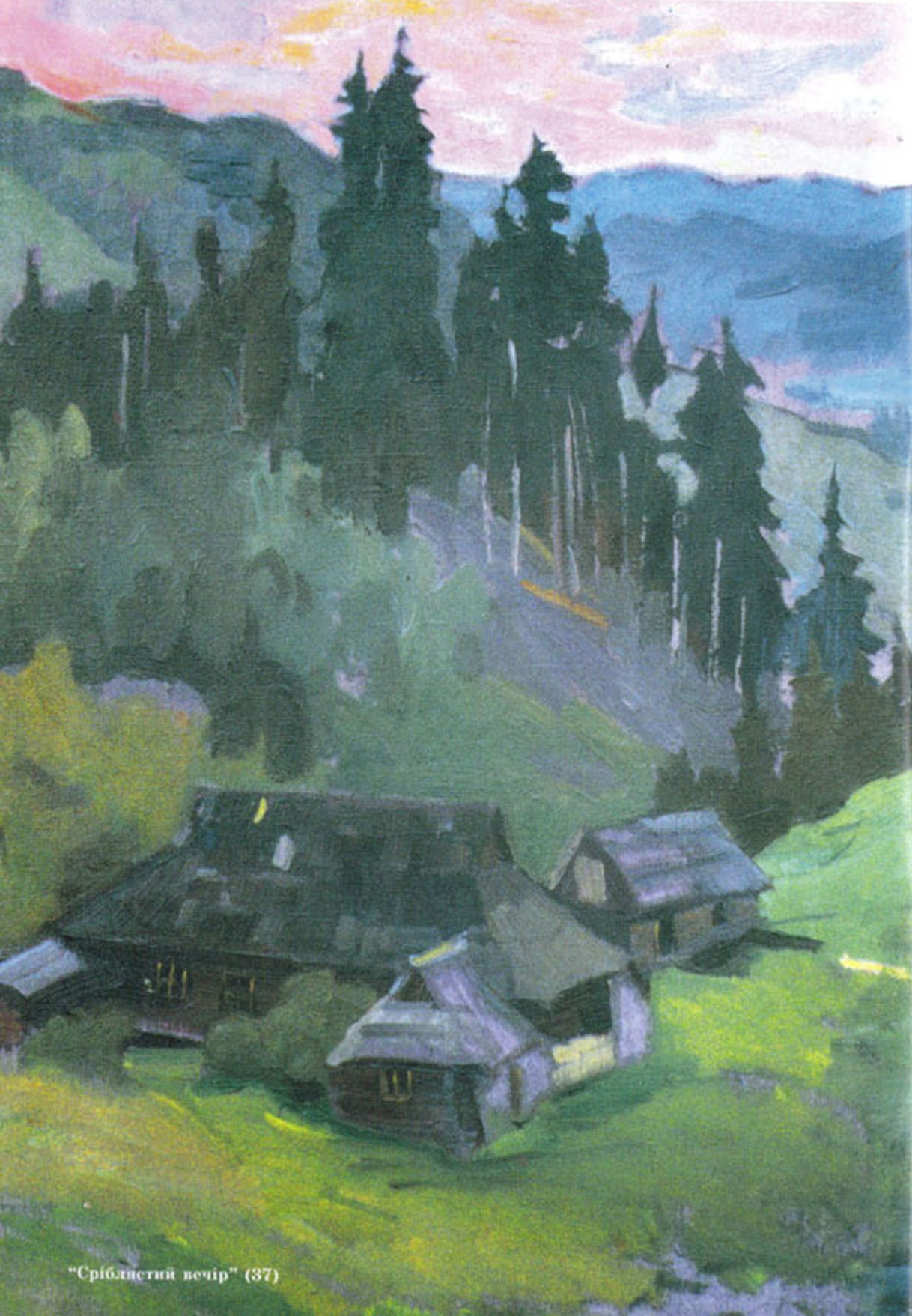
Soirée argentée, 1963, huile sur toile, 77.5 × 54 cm. Musée Ivan Gonchar, Kiev.
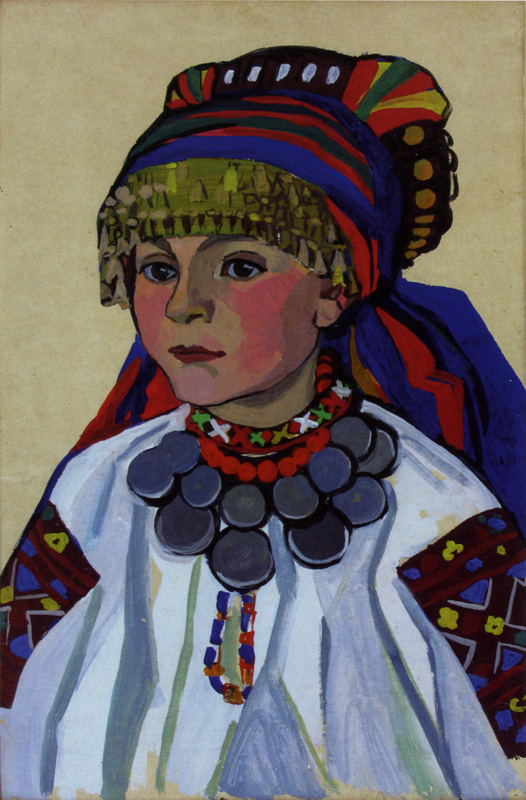
Princesse Hannoussia, 1962, huile sur toile, 67 × 46 cm.

## Sources
- Korchinsky, Vasyl. "Згадую... (Спогади про Галину Зубченко) [Je me souviens... (Souvenirs de Galina Zubchenko) ", Artanіya, n ° 2, 2009. (en ukrainien)
- Mitrofanov, Konstantin. Céramiques décoratives monumentales modernes . Moscou: Art (Искусство), 1967 (en russe)
- Ogneva, Ludmila. Perles de l'art monumental ukrainien dans le Donbass . Ivano-Frankivsk: Lіleya HB, 2008. (en ukrainien)
- Poshivaylo, Tetyana. Carpates ukrainiennes de Halyna Zoubtchenko. Catalogue . Kiev: Musée Іvan-Hontchar, 1999 (en ukrainien et en anglais)
- Sajenko, Nina (éd.). Hryhoriy Prychedko (1927–1978), Halyna Zoubtchenko. Catalogue des œuvres . Kiev: Union des artistes d'Ukraine, 1987. (en ukrainien)
- Shcherbak, Vasil. Majolique ukrainienne contemporaine . Kiev: Pensée scientifique (Наукова Думка), 1974 (en ukrainien)
- Voeikova, Irina. Art monumental et problèmes contemporains de synthèse. Synthèse de l'art et de l'architecture des bâtiments publics . Moscou: artiste soviétique (Советский художник), 1974 (en russe)
- Kiev: Vue d'ensemble des monuments et ensembles architecturaux . Kiev: Budivelnyk, 1978 (en russe)
- Voltsenburg, Oscar; Gorina, Tatiana. Artistes de l'URSS: Dictionnaire Biobibliographique, Vol.4. Moscou: Art (Искусство), 1983 (en russe)
- Chornohora. Calendrier coopératif ukrainien. Chicago, Illinois, société houtsoul "Chornohora in Chicago", 1991.
- (uk) Œuvres du Centre du patrimoine. Centre du patrimoine, Académie nationale des sciences d'Ukraine, Kiev, 2011.
- (ru) Oleg Yunakov, Architect Joseph Karakis (ru), Almaz,‎ 2016 (ISBN 978-1-68082-000-3).